# Sozialwerk Stukenbrock
Das Sozialwerk Stukenbrock war ein Flüchtlings- und Auffanglager zwischen Bielefeld und Paderborn. Es bestand von 1948 bis 1970.

## Geschichte

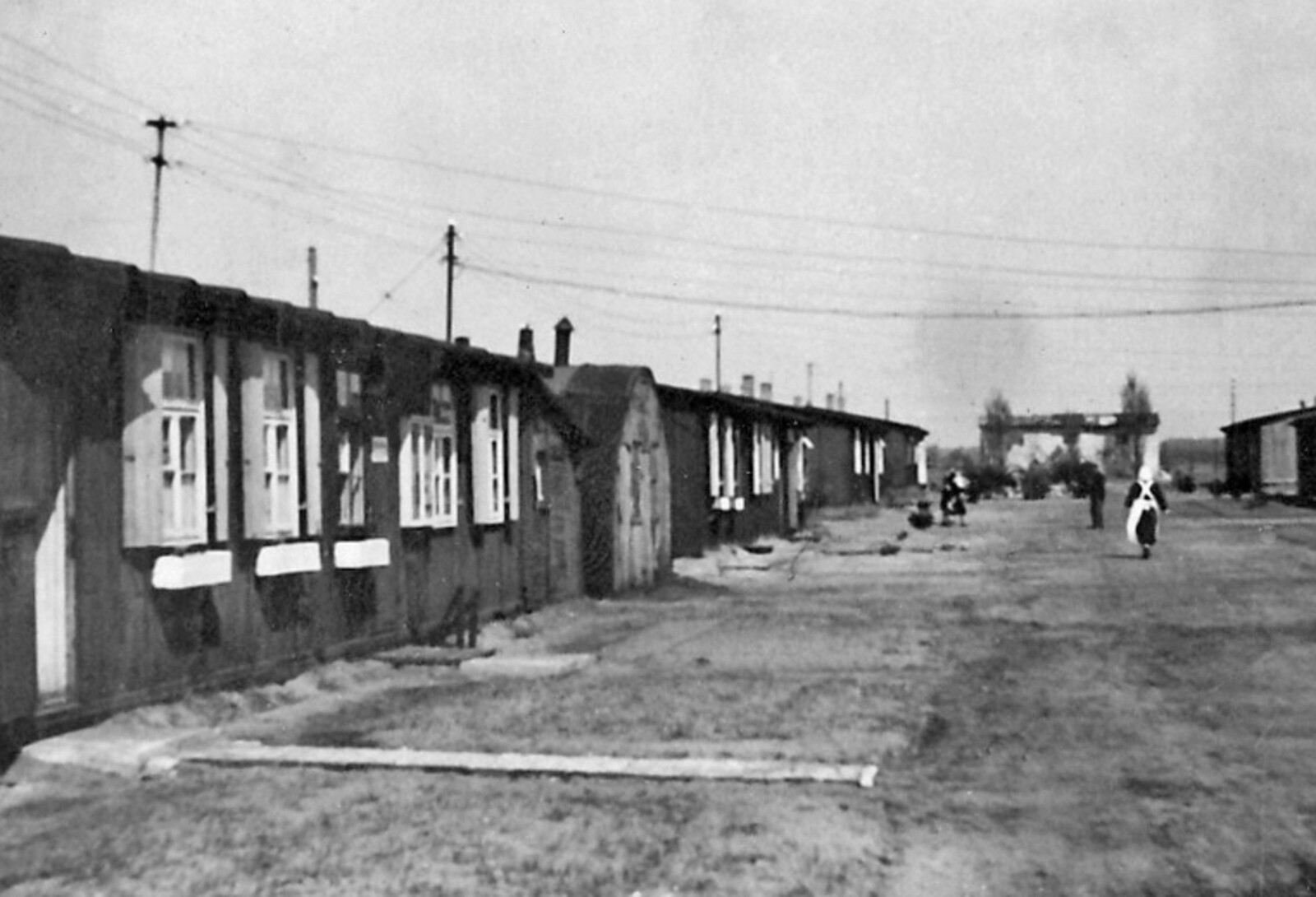
Baracken und Nissenhütten, ca. 1952

Auf Betreiben des Sozialministeriums von Nordrhein-Westfalen entstand 1948 in der Eselsheide zwischen Bielefeld und Paderborn (heute Schloß Holte-Stukenbrock) ein Auffang- und Flüchtlingslager, das Sozialwerk Stukenbrock. Beteiligt waren von Anfang an neben dem Evangelischen Hilfswerk Westfalen unter Leitung von Karl Pawlowski der Caritas-Verband Münster mit Domkapitular Heinrich Holling, das Deutsche Rote Kreuz, die Arbeiterwohlfahrt sowie der Westfälische Blindenverein. Es war das erste Mal, dass die unterschiedlichen Dachverbände so eng und kooperativ miteinander arbeiteten.
Von 1941 bis 1945 befand sich an dieser Stelle das deutsche „Kriegsgefangenen-Stammlager“ Stalag 326, in dem überwiegend sowjetische Kriegsgefangene unter schrecklichen Bedingungen festgehalten wurden. Ab Sommer 1945 nutzte die britische Militärregierung das Gelände als Civil Internment Camp (C.I.C.) No. 7 bzw. Internierungslager Eselheide für mutmaßliche Kriegsverbrecher, Funktionäre der NSDAP und andere NS-Belastete, die auf ihr Entnazifizierungs- bzw. Gerichtsverfahren warteten. In den Jahren bis 1947 waren dort bis zu 10.000 Männer untergebracht.
Nach der Schließung des Internierungslagers übernahm das nordrhein-westfälische Sozialministerium zum 1. Januar 1948 das Lager, um dort Flüchtlinge und Vertriebene aus dem Osten und aus dänischen Lagern unterzubringen. Hier waren umfangreiche Aufräumarbeiten nötig, dennoch wurden schon am 15. Januar 1948 die ersten Baracken durch das Ev. Hilfswerk Westfalen mit Flüchtlingen und Vertriebenen belegt. 140 Baracken und 130 Nissenhütten in elendem Zustand, zumeist unmöbliert, standen auf gut 500.000 Quadratmetern Grundfläche zur Verfügung. Die hygienischen Bedingungen waren zunächst katastrophal. Innerhalb weniger Wochen wurden zahlreiche Einrichtungen eröffnet. Das Ev. Hilfswerk Westfalen unter Karl Pawlowski betrieb ein Behelfs-Krankenhaus mit 300 Betten und einer Entbindungsstation, eine Großküche für 800 Personen, das Altersheim „Bethesda“ mit 282 Plätzen, das Wohnheim „Mutter und Kind“ mit 80 Plätzen für alleinstehende, meist verwitwete Mütter mit ihren Kindern sowie das Landesjugendheim, in dem 120 familien- und heimatlose Kinder und Jugendliche untergebracht und erzogen wurden. 1949 wurde auch das eigentliche Durchgangslager mit 365 Plätzen übernommen. Die Caritas strukturierte ihre Einrichtungen ähnlich, allerdings mit weniger Plätzen. Auch der westfälische Blindenverein, das Rote Kreuz und die Arbeiterwohlfahrt betrieben einzelne Einrichtungen.
Im Sozialwerk Stukenbrock waren in den Folgejahren ständig bis zu 2500 Menschen untergebracht. In der Regel blieben sie mehrere Wochen oder Monate, bis ein Arbeitsplatz und eine neue Unterkunft in der näheren und teils weiteren Umgebung gefunden waren. In der Presse wurde daher von der „Brücke zur neuen Heimat“ gesprochen.

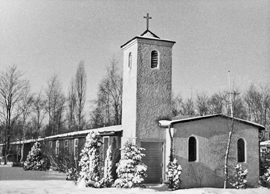
Ev. Lagerkirche, ca. 1958

Nach 1948 wurden die Nissenhütten abgerissen, die Baracken renoviert und das Gelände mit Wegen versehen und bepflanzt. Wegen des nicht nachlassenden Flüchtlingsstromes aus den osteuropäischen Ländern wurde das Lager Anfang der 1960er Jahre erweitert und ein Teil der Baracken durch Plattenbauten ersetzt. Es entstanden u. a. eine Ladenstraße, ein Kino, eine Lesehalle sowie ein Badehaus.
Das Sozialwerk Stukenbrock verfügte zunächst über eine Behelfsschule, die später Volksschule wurde, sowie später über einen Kindergarten. Gottesdienste feierte man in einer evangelischen und einer katholischen Kirche, beide in umgebauten Baracken untergebracht. Die evangelische Kirche ist erhalten und steht unter Denkmalschutz.
Als das Sozialwerk am 1. April 1970 geschlossen wurde, hatten in 22 Jahren 200.000 Menschen in Stukenbrock eine erste neue Heimat gefunden.
Befragungen ehemaliger Sozialwerkler ergaben, dass in der Rückschau der Interviewten die positiven Erfahrungen die negativen bei weitem überwogen, da trotz der teilweise schwierigen Umstände das Lager für die Bewohner ein Zeichen für neue Hoffnung und gelungene Sozialisation war.
Seit der Schließung des Sozialwerkes Stukenbrock im Jahr 1970 ist auf dem Gelände das Bildungszentrum „Erich Klausener“ der Polizei NRW angesiedelt.
In einem erhaltenen Gebäude aus der Zeit des Kriegsgefangenenlagers befindet sich die Dokumentationsstätte Stalag 326.